# John Hay, 1. Lord Hay of Yester

Wappen der Lords Hay of Yester

John Hay, 1. Lord Hay of Yester (* 1450; † um Oktober 1508), war ein schottischer Adliger und Vorfahr der Marquesses of Tweeddale.
John Hay wurde 1450 in Peeblesshire als Sohn von Sir David Hay (1400–1478), Laird von Locherworth in Peeblesshire und Yester in Haddingtonshire, geboren. Seine Mutter war Lady Elizabeth (1397–1448), Tochter von George Douglas, 1. Earl of Angus und Lady Mary Stewart († 1458), Tochter von König Robert III. von Schottland.
Er war Sheriff von Peebles. Am 29. Januar 1488 wurde er von König Jakob III. von Schottland als Lord Hay of Yester zum Lord of Parliament erhoben.
Hay war zweimal verheiratet. 1642 heiratete er Mariot Lindsay, Tochter von John Lindsay, 1. Lord Lindsay, mit der er einen Sohn hatte:
- Sir Thomas Hay, Master of Yester (1470–um 1503) ⚭ Elizabeth Borthwick (1477–1544), Tochter von Alexander Home, 2. Lord Home, die später James Hamilton, 1. Earl of Arran heiratete[4]

Aus zweiter Ehe (um den 17. Dezember 1468; Ehevertrag) mit Elizabeth Cunningham († 1529), Erbtochter von George Cunningham of Belton gingen sechs Kinder hervor:
- John Hay, 2. Lord Hay of Yester (* 1470; † 9. September 1513 bei der Schlacht von Flodden Field)
- George Hay of Oliver Castle and of Menzion (* 1471) ⚭ Euphemia Wauchope
- Isobel Hay ⚭ vor 1496 Sir Robert Lauder of The Bass
- Margaret Hay († 1525) ⚭ 1491 William Borthwick, 3. Lord Borthwick (1460er–1503)
- William Hay of Menzion († 1512)
- Nicholas Hay († 1498)

Zudem hatte er eine uneheliche Tochter:
- Isabel Hay ⚭ Sir Walter Ker of Cessford († 1501)